# Klovaskär (10 km sydväst om Vänö, Kimitoön)
Klovaskär är en ö i Finland. Den ligger i Skärgårdshavet eller Norra Östersjön och i kommunen Kimitoön i landskapet Egentliga Finland, i den sydvästra delen av landet. Ön ligger omkring 72 kilometer söder om Åbo och omkring 160 kilometer väster om Helsingfors.
Öns area är 1,8 hektar och dess största längd är 230 meter i sydöst-nordvästlig riktning.